# Lonchura leucogastra
Lonchura leucogastra е вид птица от семейство Estrildidae.

## Разпространение
Видът е разпространен в Бруней, Индонезия, Малайзия, Мианмар, Тайланд и Филипините.